# Podalonia schmiedeknechti
Podalonia schmiedeknechti är en biart som först beskrevs av Kohl 1898.  Podalonia schmiedeknechti ingår i släktet Podalonia och familjen grävsteklar. Inga underarter finns listade i Catalogue of Life.